# Деревне вугілля

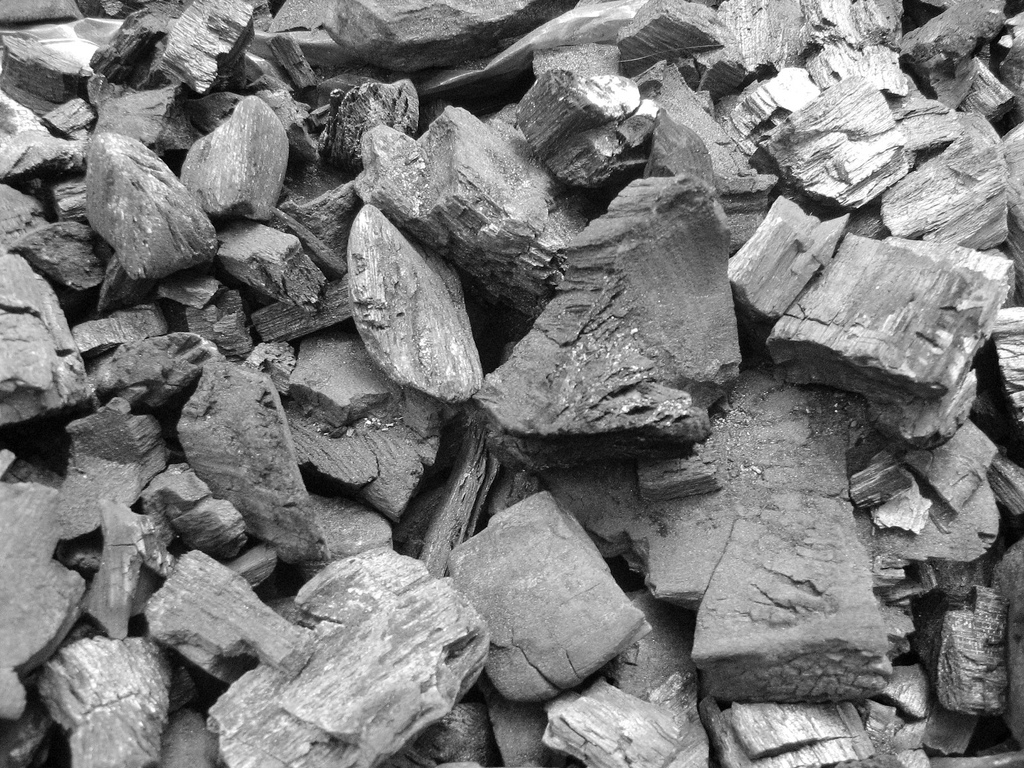
Деревне вугілля

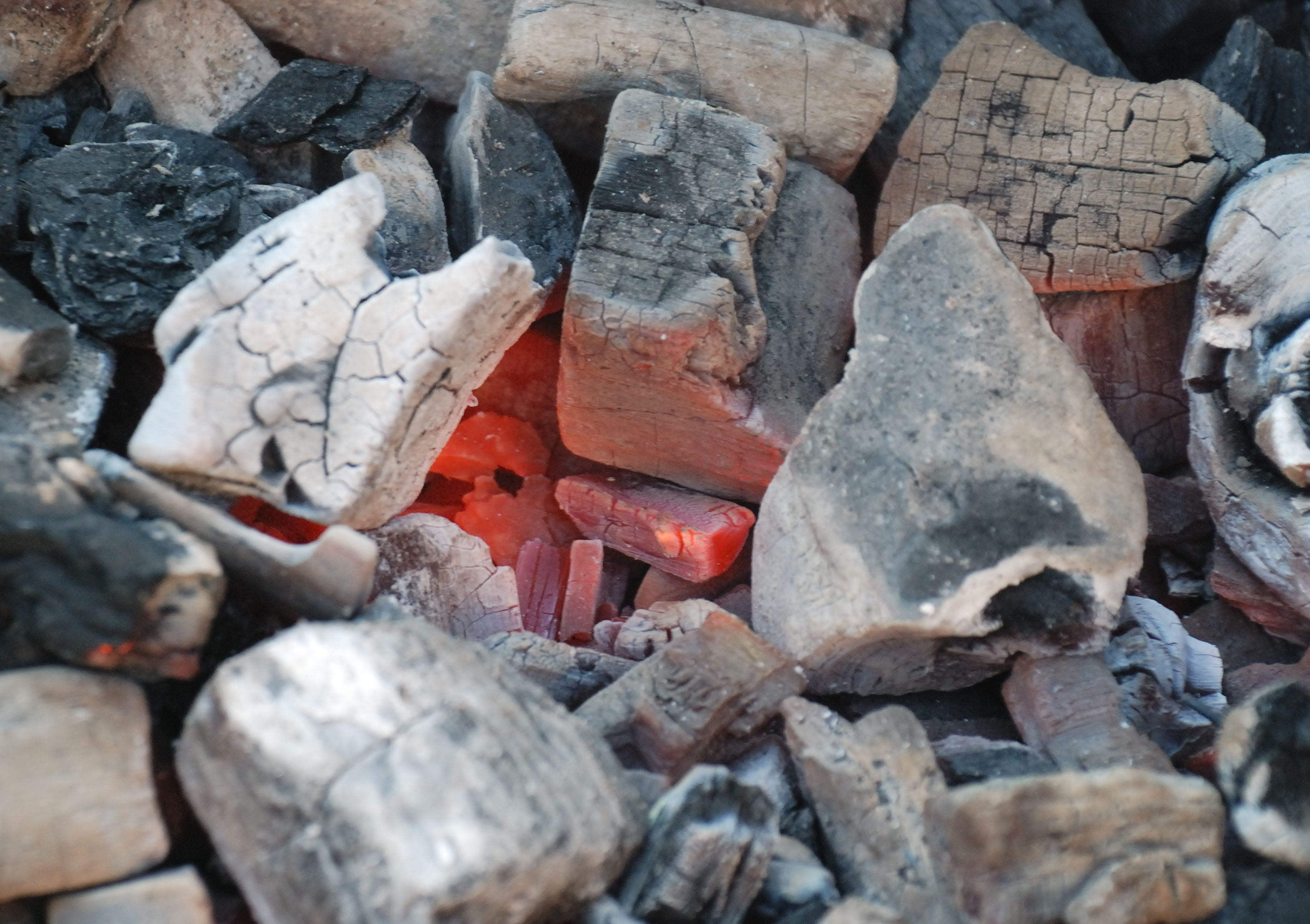
Горіння деревного вугілля

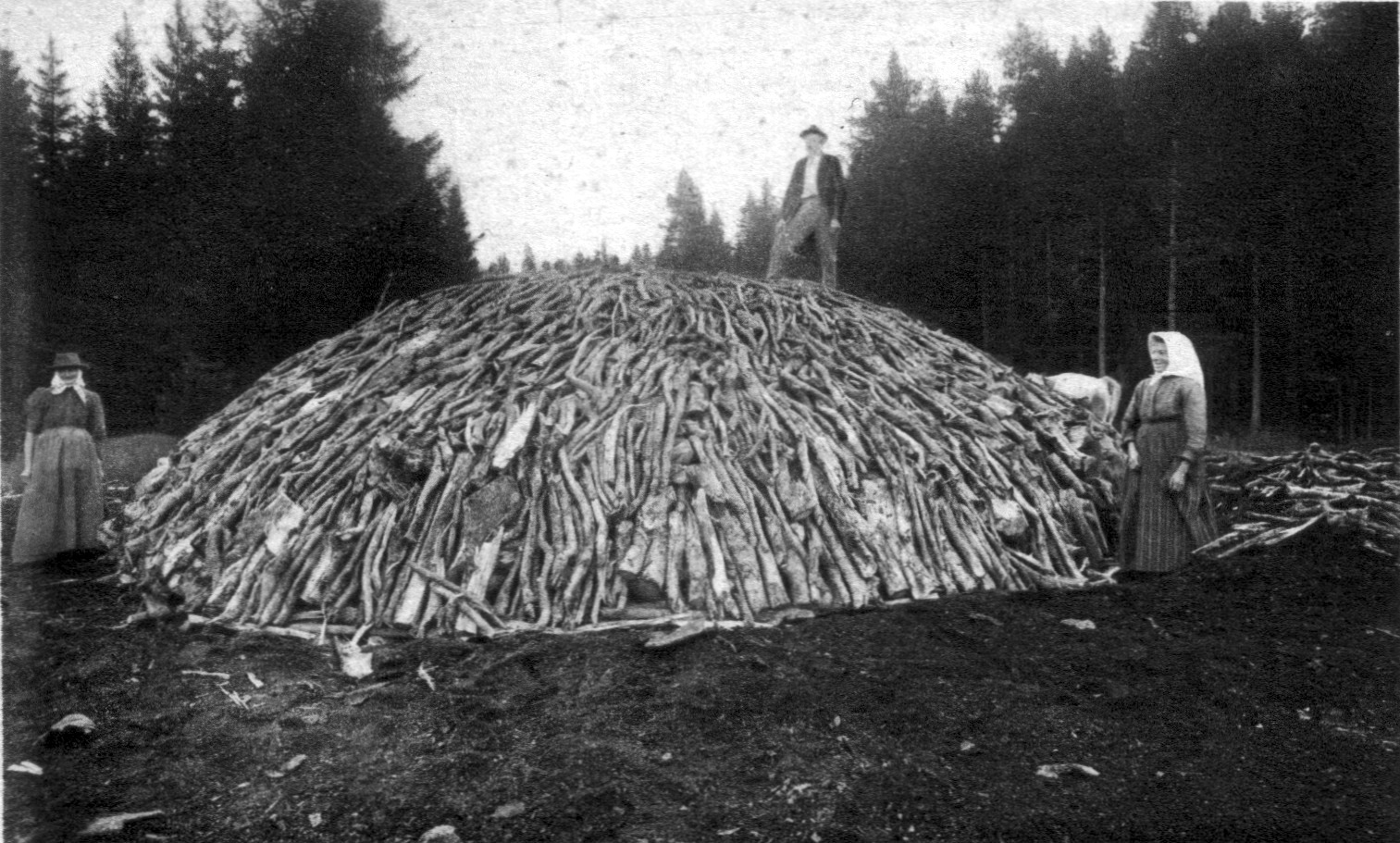
Випалення деревного вугілля. 1890 р.

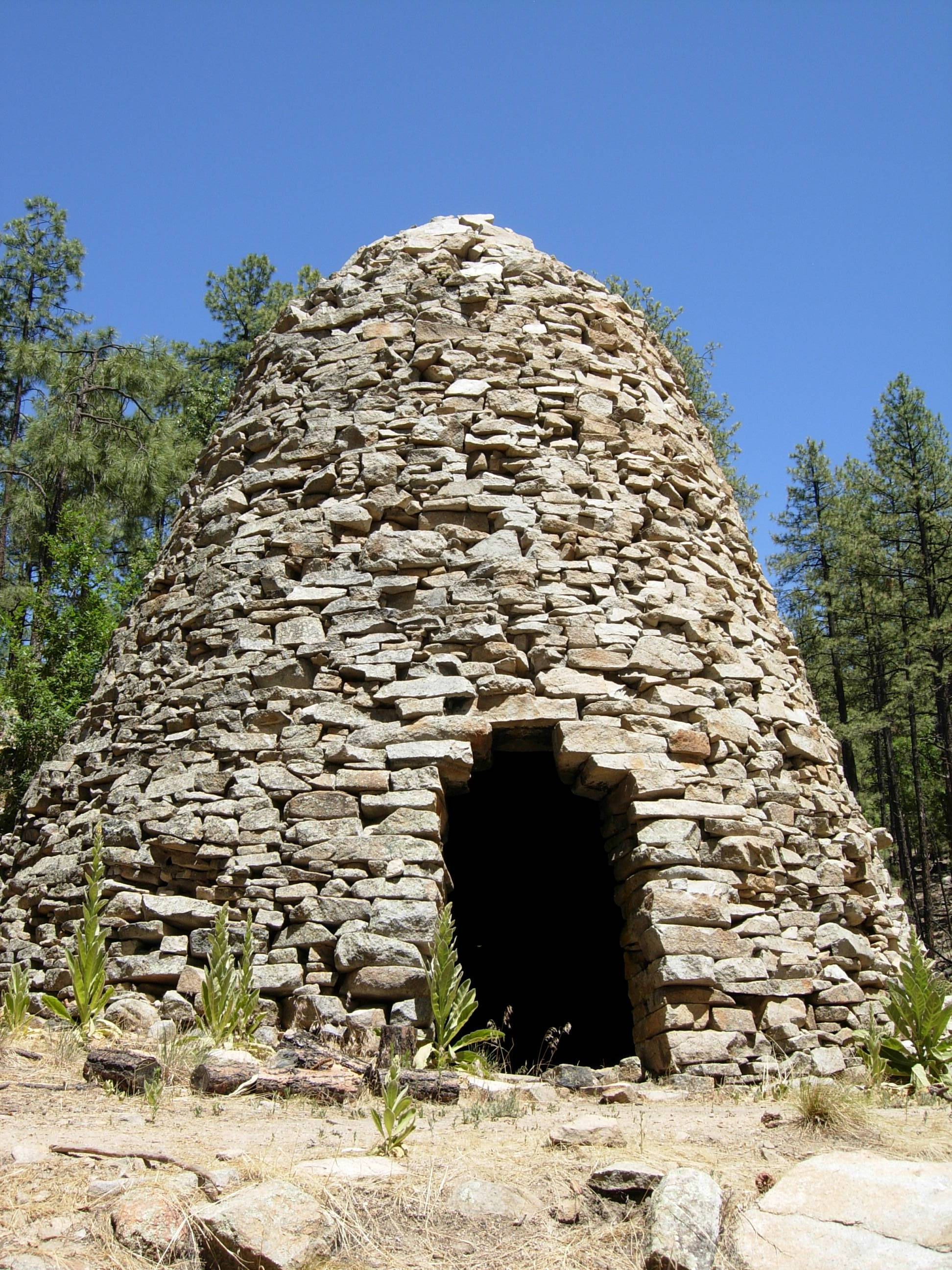
Покинута вугільна піч поблизу Волкера, Аризона, США.

Деревне́ вугі́лля — мікропористий високовуглецевий продукт, що утворюється при піролізі деревини без доступу повітря.

## Загальний опис
Готове деревне вугілля складається в основному з вуглецю. Перевага використання деревного вугілля замість звичайного спалювання деревини полягає у відсутності води та інших компонентів. Це дозволяє деревному вугіллю горіти при більш високих температурах і виділяти дуже мало диму (звичайна деревина виділяє велику кількість пари, органічних летких речовин і незгорілих частинок вуглецю).
Застосовується у виробництві кристалічного кремнію, сірковуглецю, чорних і кольорових металів, активованого вугілля і т. д., а також як побутове паливо (питома теплота згоряння 31,5—34МДж/кг). Деревне вугілля класифіковане в системі стандартів.
Активоване деревне вугілля — пориста форма вуглецю, що є сильним адсорбентом (краще ця
властивість проявляється в полярних розчинниках, пр., воді, спирті). Використовується для знебарвлення рідин, регенерації розчинників, усунення токсинів з води та повітря.
Активований вуглець — пористий вуглецевий матеріал, деревне вугілля, інколи з добавками хімічних реактивів. Такий вуглець має велику адсорбційну здатність і використовується для очистки рідин і газів та для вилучення забруднень, зокрема з води. Отримується нагріванням органічних матеріалів при високій температурі (в струмені водяної пари). Активується окисненням при високій температурі. Контролюючи процеси карбонізації та активації, одержують матеріали з різною пористістю. Може бути гранулярним або порошковим.

## Історія виробництва
В Україні деревне вугілля робили здавна. Неможливо уявити старе українське село без кузні. Ковальські горни працювали на деревному вугіллі. Найпоширенішими способами одержання були купчасте випалення вугілля на поверхні землі та ямне у спеціальних ямах, вуглярках. Варіантами купчастого були «стіг» і «кабан». Ці технології були примітивними, процес тривав до місяця й вимагав періодичного контролю й обслуговування. Усі газоподібні й рідкі (у парах) продукти розпаду (а це близько двох третин від вихідної маси абсолютно сухої деревини) викидалися в атмосферу. Масове виробництво вугілля по таких технологіях було можливе тільки до XVIII столітті, коли густота населення була низькою й багато територій не освоєні. З XIX століття віддавали перевагу найпростішим цегельним печам для виготовлення вугілля, хоча в окремих місцевостях методи лишилися поширеними і дожили до XX століття.
Фрагмент з опису цього процесу, зроблений філософом-енциклопедистом античності Теофрастом:
| „Деревина для вугілля повинна бути вологою. Для обпалення вибирають і рубають дровини прямі й гладкі, тому що їх потрібно укласти якомога щільніше. Коли уся „пічка” навкруги вкрита (шаром ґрунту – авт.), дрова поступово підпалюють і ворушать їх жердинами”. |
Сучасна технологія одержання деревного вугілля суттєво вдосконалена і екологізована.

## Застосування
Деревне вугілля застосовується для очищення, розділення, вилучення різних речовин, як антисептик, очищувач, поглинач води. Наприклад, у виробництві кристалічного кремнію, сірковуглецю, чорних та кольорових металів, активованого вугілля, як побутове паливо, у садівництві, у кімнатному квітникарстві та для виробництва органічного добрива терра прету.
Зареєстрований як харчовий барвник під кодом E153.
Деревне вугілля також входить до складу кількох косметичних продуктів.
Медичне застосування активованого вугілля полягає переважно у поглинанні отрут і токсинів. Активоване вугілля доступне без рецепта, тому воно використовується для різних процедур, пов'язаних зі здоров'ям. Наприклад, воно часто використовується для зменшення дискомфорту через надмірне газоутворення (метеоризм) у травному тракті.